# Cieszysława
Cieszysława – żeńska forma imienia Cieszysław, nienotowana w czasach staropolskich.
Cieszysława imieniny obchodzi 24 maja.